# Matthieu (apôtre)
Pour les articles homonymes, voir Saint Matthieu, Matthieu et Mathieu (prénom).
Matthieu, du grec Ματθαῖος (Matthaios), transcrit de l'hébreu Mattai ou Mattay, abréviation de Mattithyahû (Mattith = don et Yâhû = YHWH), ou Matthieu-Lévi, ou saint Matthieu, est un personnage juif lié à la Galilée qui apparaît pour la première fois dans les Évangiles synoptiques, où il est appelé soit Matthieu, soit Lévi. Il y est décrit comme un publicain percepteur d'impôts, que Jésus appelle pour devenir le douzième de ses douze apôtres.
La tradition lui attribue l'écriture de l'Évangile selon Matthieu, mais, pour les historiens modernes, il convient de dissocier l'apôtre Matthieu et le rédacteur de cet évangile.  Ce livre a probablement été composé dans les années 80, sans doute à partir d'une version de l'Évangile selon Marc à laquelle ont été adjointes des paroles de Jésus (des logia) issues de ce que les spécialistes appellent la Source Q.
Il n'existe, dans l'historiographie récente sur les origines du christianisme, aucune information concernant l'apôtre Matthieu. Il n'apparaît que dans le Nouveau Testament.

## Biographie selon  les Évangiles

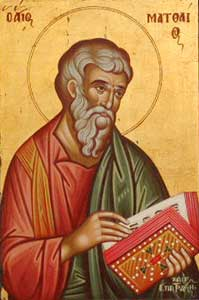
Saint Matthieu, icône.

Il n'existe, dans l'historiographie récente sur les origines du christianisme, aucune information concernant l'apôtre Matthieu. 
Les éléments biographiques concernant l'apôtre de Jésus nommé Matthieu proviennent uniquement des Évangiles. Le Nouveau Testament le cite dans la liste des Douze (Mt 10:3 ; Mc 3:18 ; Lc 6:15), où il porte le nom de Matthieu. D'autres passages mentionnent un collecteur d'impôts (Mt 9:9 ; Mc 2:13-14 ; Lc 5:27-28). Il apparaît une dernière fois en Actes 1:13.
L'apôtre Matthieu est assimilé à « Lévi, fils d'Alphée », car manifestement le même homme est appelé Matthieu dans l'Évangile selon Matthieu et Lévi dans ceux de Marc et de Luc. Matthieu est un publicain (percepteur des impôts) à Capharnaüm, responsable peut-être du péage d'Hérode. Il a certainement une instruction plus élevée que les pêcheurs du lac de Tibériade, Pierre et André, ou que Jacques et Jean, les fils de Zébédée. Mais du fait de son métier, il est mal vu des autres Juifs. Les publicains sont perçus sinon comme des traîtres, du moins comme des agents de l'occupant romain.

## L'Évangile dit «selon Matthieu»

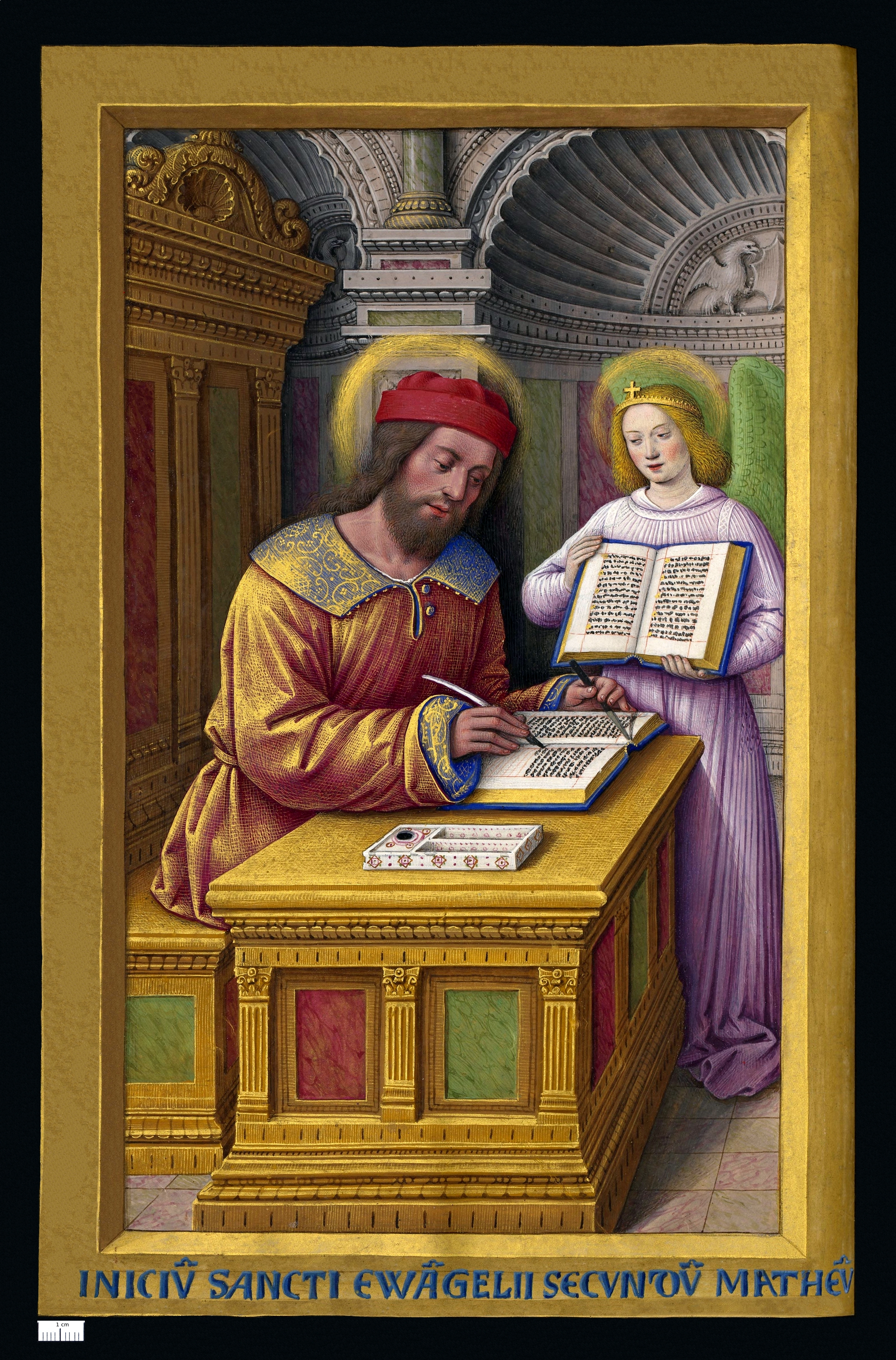
Saint Matthieu, miniature extraite des Grandes Heures d'Anne de Bretagne (1503-1508).

L'Évangile selon Matthieu a été rédigé probablement dans les années 80, sans doute à partir d'une version de l'Évangile selon Marc à laquelle ont été adjointes des paroles de Jésus (des logia) issues de ce que les spécialistes appellent la Source Q .
La tradition chrétienne l'a cependant attribué à l'apôtre Matthieu.
Selon Irénée de Lyon (IIe siècle), à l'époque où Pierre et Paul affermissaient la communauté des disciples de Jésus à Rome (vers l'an 60 ou 61), Matthieu, qui annonçait la Bonne Nouvelle de Jésus-Christ aux « Hébreux » de Palestine et de Syrie, fut prié de rédiger une version synthétique de la vie et de l'enseignement de Jésus, « une forme écrite de l'évangile », en araméen.
De même, Eusèbe de Césarée affirme au IVe siècle : « Matthieu prêcha d'abord aux Hébreux. Comme il devait aussi aller vers d'autres, il confia à l'écriture, dans sa langue maternelle, son évangile, suppléant du reste à sa présence par le moyen de l'écriture, pour ceux dont il s'éloignait ». Eusèbe s'appuie ici sur le récit de Papias, écrit vers l'année 120, et note : « Matthieu réunit donc en langue hébraïque les logia [de Jésus] et chacun les interpréta comme il en était capable (Ματθαῖος μὲν οὖν ἑβραΐδι διαλέκτῳ τὰ λόγια συνετάξατο, ἡρμήνευσεν δ' αὐτὰ ὡς ἧν δυνατὸς ἕκαστος) »,. Toujours selon Eusèbe, Pantène (v. 240-v. 306), un docteur chrétien qui dirigea l'Académie d'Alexandrie, trouva à son arrivée aux Indes cet évangile en caractères hébreux. Ce manuscrit aurait été apporté par l'apôtre Barthélémy aux populations locales, qui l'auraient depuis précieusement conservé.
Telle est l'origine de la théorie du « Matthieu hébreu », c'est-à-dire d'un évangile originel de l'apôtre Matthieu, rédigé en hébreu ou en araméen et traduit plus tard en grec. Cette théorie n'est pas cautionnée  par les spécialistes, car il n'existe aucune trace d'une telle version, comme le rappelle Élian Cuvillier, qui ajoute : « En outre, il serait très surprenant qu'un témoin oculaire (en l'occurrence le disciple Matthieu) utilise une source secondaire (l'Évangile de Marc) pour rédiger son propre récit », de sorte que « la paternité de l'apôtre Matthieu n'est généralement pas retenue aujourd'hui ». « L'hypothèse la plus couramment admise est que les auteurs de l'évangile selon Matthieu ont utilisé deux sources : l'évangile selon Marc — peut-être dans une version antérieure à celle que nous connaissons — et une source ne comportant que des paroles de Jésus. »

## Traditions ultérieures auIIIesiècle

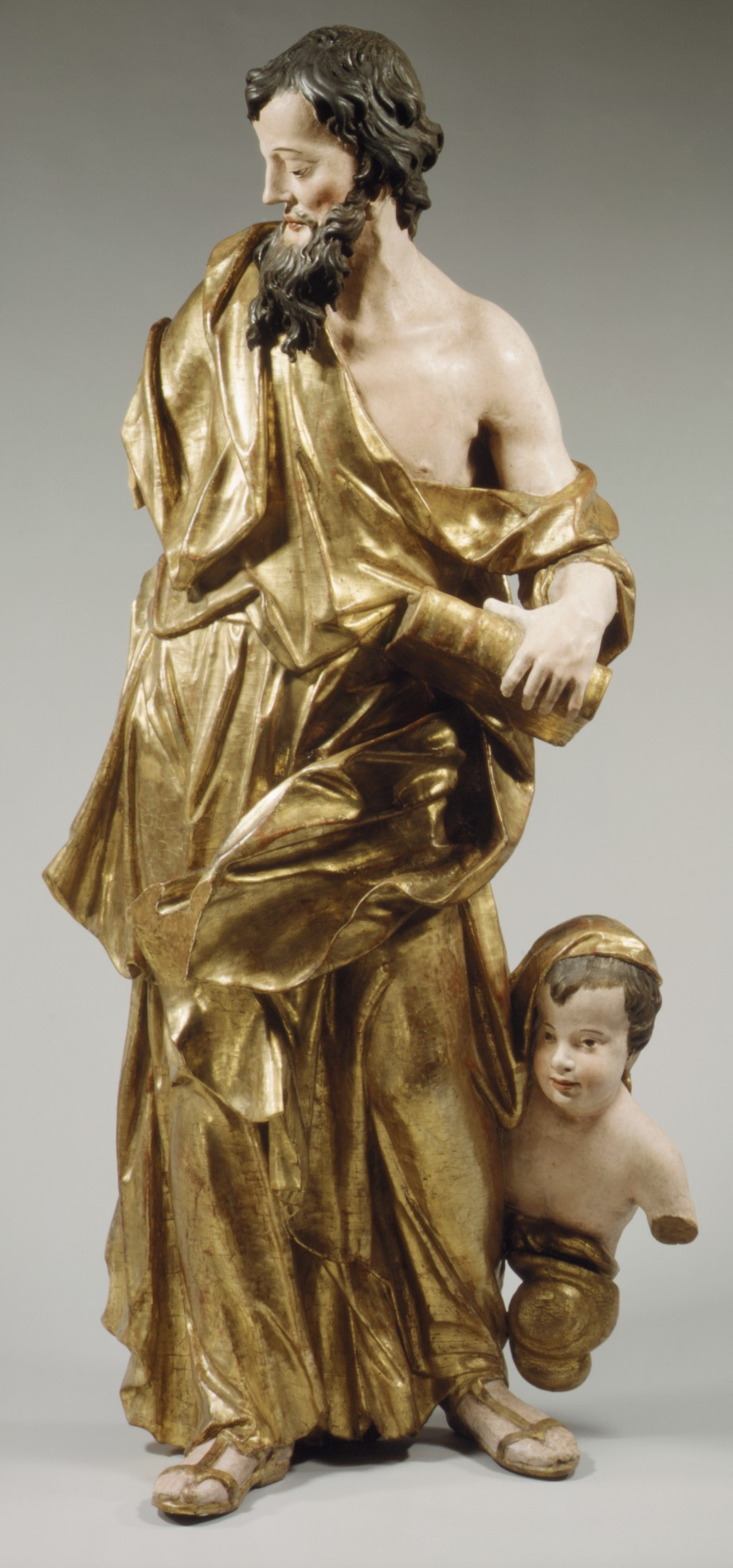
Sculpture par Johann Georg Libigo (fin XVIIe - début XVIIIe siècle).

Sur la question de la fin de sa mission et de sa mort, de nombreuses traditions concurrentes coexistent. La Tradition apostolique d'Hippolyte de Rome (IIIe siècle) le rattache à la Parthie, dans l'Iran actuel, où il meurt à Hiérapolis (possible confusion avec la Hiérapolis de Syrie). Le Martyrologe hiéronymien le fait également mourir en Perse, et donne comme lieu de sa sépulture la ville de Tarrium (Tarsium ou Tarseum, confusion avec Tarse ?). Isidore de Séville (VIIe siècle) le fait prêcher en Macédoine.
Selon une tradition qui apparaît dans les Virtutes Apostolorum (au VIe siècle, reprise au XIIIe siècle dans la Légende dorée), il partit évangéliser l'Éthiopie où il fut secondé par l'eunuque de la reine (le ministre des Finances baptisé dont parle le diacre Philippe). Deux sorciers, Zaroès et Arfaxar, annoncèrent au roi qu'ils ne pouvaient sauver son fils Euphranor, mourant. Mais l'eunuque fit venir à la cour Matthieu, qui parvint à le ressusciter. Le roi et sa famille se convertirent, favorisant la christianisation du pays. Le roi suivant, Hyrtaque, voulut se marier à Iphigénie, une vierge consacrée au Christ, mais Matthieu refusa. Après vingt-trois ans de mission en Éthiopie, il mourut martyr à Naddarer, en 61, après que le roi eut envoyé un de ses soldats passer l'apôtre au fil de l'épée. Le martyrologe romain reprend la légende de la tradition éthiopienne, et développe une nouvelle tradition selon laquelle son corps fut transféré à Salerne où une basilique fut érigée sur ses restes.
L'historien Joseph Loth évoque pour sa part une tradition selon laquelle les reliques de Matthieu auraient été transportées en Bretagne.
L'absence de tradition consistante s'explique en partie par des légendes de saint Matthieu qui sont souvent confondues avec celles de Mathias et sont entrées très tôt dans la tradition manuscrite.

## Interprétation
Jérôme de Stridon présente Matthieu dans l'évangile éponyme (Mt 9, 9-13) comme « L'appel de l'Aimant ».

« Un homme. Par respect, par déférence à l'égard de Matthieu, les autres évangélistes n'ont pas voulu lui donner de nom habituel ; ils l'ont appelé Lévi (Mc 2, 14 ; Lc 5, 27), car il avait deux noms. Mais Matthieu, lui, suivant le principe de Salomon : Le juste commence par s'accuser soi-même (Pr 18, 17), et cet autre : Dis toi-même tes péchés pour être justifié (Is 43, 26), se nomme Matthieu et se dit publicain, pour montrer aux lecteurs que nul ne doit désespérer de son salut s'il s'est converti à une vie meilleure, puisque lui-même s'est soudain changé de publicain en Apôtre.

Le païen Porphyre et l'empereur Julien dénoncent, dans ce passage, soit les "gaucheries" d'un historien "mensonger", soit la "sottise" de ceux qui ont aussitôt suivi le Sauveur, comme s'ils avaient inconsidérément suivi l'appel du premier venu. Or cet appel avait été précédé de signes et de prodiges si grands, et les Apôtres en ont été incontestablement les témoins bien avant de croire. D'ailleurs, le seul éclat, la majesté de sa divinité cachée qui resplendissaient même sur sa face humaine, avaient le pouvoir d'attirer ceux qui le voyaient, dès qu'ils le regardaient. Car, si l'aimant et l'ambre renferment, dit-on, une force d'attraction, capable d'agglomérer autour d'eux les anneaux, la paille et les fétus, combien plus le Seigneur de toute créature pouvait-il attirer à lui ceux qu'il voulait ! »

— Jérôme de Stridon. Commentaire sur Matthieu 9, 9, trad. É. Bonnard, Paris, Cerf, coll. « Sources Chrétiennes » 242, 1977, p. 169-171.

## Culte
Saint Matthieu est fêté par l’Église catholique le 21 septembre, et par les Églises orthodoxes le 16 novembre, comme le saint patron des percepteurs, des comptables, des fiscalistes, des agents des douanes et des banquiers.

## Représentation

### Iconographie

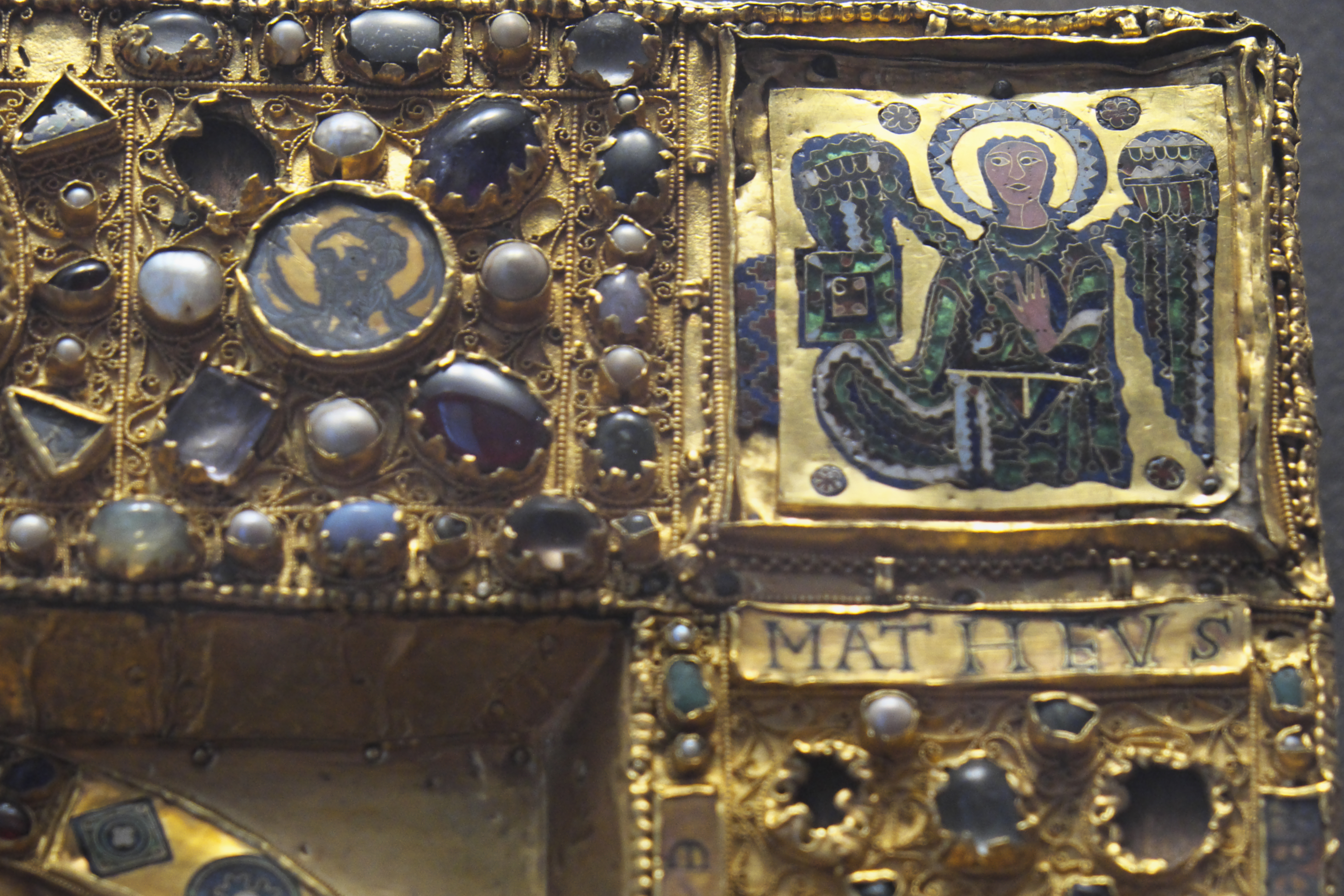
Figure ailée de l'évangéliste Matthieu sur la Boîte-reliure de Maastricht, œuvre ottonienne de la première moitié du XIe siècle.

On lui attribue comme symbole l'homme ailé (parfois qualifié à tort d'ange) parce que son évangile commence par la généalogie de Jésus, ou, plus exactement, celle de Joseph, père légal de Jésus. Selon qu’il apparaît comme collecteur d’impôts, apôtre ou évangéliste, Matthieu est représenté avec des balances de peseur d’or, l’épée du martyre ou le livre de l’évangile, qui est son attribut le plus ordinaire.

### Film
Pier Paolo Pasolini a tiré un film noir et blanc d'un grand dépouillement (à l'opposé du Roi des rois hollywoodien) nommé L'évangile selon Saint Matthieu. Ce film est par ailleurs parfaitement conforme au texte d'origine.